# Silbermond
Silbermond (nemško Srebrni mesec) je nemška glasbena skupina, ustanovljena leta 2000 pod imenom JAST. Izvajajo pop rock glasbo, besedila so v nemščini. Izdali so dva albuma Verschwende deine Zeit (nemško Zapravi svoj čas) in Laut Gedacht (nemško Mišljeno glasno), oba sta se uvrstila med 3 najbolj prodajane albume v Nemčiji. Z obeh albumov je izšlo 6 singlov: Mach's dir selbst, Durch die Nacht, Symphonie, Zeit für Optimisten, Unendlich in Meer sein. Največji komercialni uspeh je doživel Symphonie, ki je bil med 5 najbolj prodajanimi singli v Avstriji in Nemčiji. Leta 2005 so dobili nagrado ECHO za najboljše nemške novince.

## Člani
- Stefanie Kloß (vokal)
- Thomas Stolle (kitara)
- Johannes Stolle (bas)
- Andreas Nowak (bobni)

Silbermond (Srebrna luna)
Silbermond je ena izmed nemških pop-rock skupin iz kraja Budyšin (nemško Bautzen) v Nemčiji. Njihovi najbolj znani hiti so med drugim Symphonie (Simfonija), Das Beste (Najboljše) in Irgendwas bleibt (Nekaj ostaja).

## Zgodovina skupine

### Nastanek in predhodniki
Člani skupine Silbermond so se spoznali leta 1998 pri glasbenem projektu Ten Sing. Skupaj z dvema drugima članoma so najprej sestavljali skupino Exakt. Po dveh letih in številnih jamsessions so sprejeli odločitev, da bodo ustanovili skupino z imenom JAST (izraz je sestavljen iz začetnic imen vseh štirih članov). 
Prvih nekaj mesecev  je bil njihov repertoar sestavljen predvsem iz priredb in le redkih lastnih kompozicij v angleščini. Z njimi so se udeležili treh tekmovanj. Na tekmovanju  BEAT 2000 so zasedli prvo mesto. Junija leta 2001 so bili na tekmovanju Soundcheck izbrani za drugo najboljšo šolsko skupino dežele Saške. Istega leta so si avgusta prislužili nagrado za mlade talente Music Act.

### Začetki kot Silbermond
S svojimi angleškimi besedili je bila skupina zelo nezadovoljna, kar jo je pripeljajo nazaj k njihovemu maternemu jeziku, nemščini. Jeseni 2001 so nastale prve nemške pesmi, ki so jih v naslednjih mesecih dopolnjevali z novimi kompozicijami. Maja 2002 so na Hutbergu pri kraju Kamenz kot predskupina skupine Puhdys pred zanje do takrat najširšim občinstvom prvič predstavili svoje nove pesmi. Mesec dni kasneje so mladi glasbeniki skupaj s privatno radijsko postajo Radio PSR odšli na dvotedensko turnejo po Saški, kjer so prvič nastopili z imenom Silbermond. Ime Silbermond je bil med iskanjem novega imena prvi predlog, ki je bil mladim ustvarjalcem nemudoma všeč. Sledil je nastop 5. julija 2002 pred več kot 10.000 glavo množico na desetem rojstnem dnevu Radia PSR v Areni Leipzig. Leta 2003 so dobili nagrado Lucky Star. 
Da bi izboljšali svoje možnosti za uspešno nadaljevanje glasbene kariere, so se člani skupine preselili v Berlin. Televizija SAT1 je celotno selitev spremljala kot doumentarni film pod imenom Der hart Weg zum Ruhm (Težka pot do slave). Januarja 2004 so Silbermond v vlogi predskupine spremljali Jeanette Biedermann na njeni turneji. Marca je izšel njihov singel Mach's dir selbst (Naredi si sam). Prvi album Veschwende deine Zeit (Zapravljaj svoj čas) je nastal s pomočjo producentov založbe Valicon Inga Politza in Bernda Wendlandta, ki sta sodelovala že z mnogimi drugimi skupinami, kot so Bell, Book&Candle in Angelzoom. Album Verschwende deine Zeit (Zapravljaj svoj čas) je dosegel dvojno platinasto ploščo v Avstriji in Nemčiji. Bili so odlikovani z nagrado New Faces časopisa Bunte, prav tako pa so se uspeli leta 2004 s svojo pesmijo Symphonie (Simfonija) uvrstiti med 10 najboljših singlov nemške glasbene lestvice. Od konca leta 2004 je skupina večino časa preživela na turneji. Aprila 2005 je izšla njihova prva zgoščenka Verschwende deine Zeit (Zapravljaj svoj čas) - live, ki je bila posneta na številnih koncertih preteklega leta. Dosegla je zlati status. Marca je po albumu Verschwende deine Zeit (Zapravljaj svoj čas) izšla nova pesem Zeit für Optimisten (Čas za optimiste). 2. julija 2005 so se udeležili koncerta Live-8 v Berlinu, hkrati pa so še isti večer stali na odru Open-Air koncerta v Münstru na jubilejni proslavi tamkajšnjega Bistuma. 

### Drugi album
21. aprila 2006 je ob glasni medijski podpori izšel njihov drugi album z naslovom Laut gedacht (Mišljeno na glas). Prvi singel s tega albuma Unendlich (Neskončno) je izšel 31. marca 2006. Po turneji, ki se je odvijala predvsem po halah in manjših športnih dvoranah, so maja 2006 napovedali novi singel Meer sein (Biti morje), ki je izšel 7. julija 2006. 
Tretji singel iz drugega albuma je bila pesem Das Beste (Najboljše), ki je prišel na tržišče 6. oktobra in kot novinec nemudoma privihral na prvo mesto nemšle Single-parade hitov. Premium/Maxi-CD zaobjema štiri verzije skladbe Das Beste (Najboljše), in sicer Single-različico, alternativno različico, v živo s koncerta v Kamenzu, instrumentalno različico in glasbeni video. Med drugim lahko na Premium/Maxi-CDju najdemo še novi posnetek njihovega tretjega singla Symphonie (Simfonija), ki je bil posnet skupaj z Nemškim filmskim orkestrom Babelsberg (Deutscher Filmorchester Babelsberg) pod vodstvom Scotta Lawtona. To različico so 6. oktobra 2006 na podelitvi nagrade Comet zaigrali v živo. 8. Decembra 2006 je njihova prijateljska srednjeveška rock skupina In Extremo izdala Best-Of-CD, na katerem so -poleg mnogih drugih gostujočih skupin- tudi Silbermond posneli svojo različico pesmi Die Gier (Pohlep). 30. marca 2007 je izšla četrta in zadnja singel-izdaja Das Ende vom Kreis (Konec kroga). 

### Sodelovnje z drugimi glasbeniki in tretji album
V letu 2008 je skupina v sodelovanju z drugimi avtorji izdala mnogo uspešnih stvaritev: Der Deal (Dogovor) s pomembnim in zelo znanim nemškim izvajalcem Udom Lindenbergom, ki je izšel na njegovem zelo uspešnem albumu, Stark wie zwei (Močan kot dva). Kasneje so skupaj z reperjem Curse izdali singel Bis zum Schluss (Do konca), ki je takoj dosegel prvo mesto na glasbeni lestvici Top-Ten. Za tem je izšla nova, s kubanskimi zvoki zaznamovana različica Symphonie (Simfonije) na Rhythms del Mundo-Cubano Alemán.
Tretji album skupine Silbermond z naslovom Nichts passiert (Nič se ne zgodi) je izšel 20. marca 2009. Že v prvem tednu je v Nemčiji, Avstriji in Švici osvojil prvo mesto na tamkajšnjih glasbenih lestvicah. Pred tem pa je izšel singel Irgendwas bleibt (Nekaj ostaja), ki se je prav tako nemudoma povzpel na prvo mesto prodajne lestvice. Album so kar v prvih dveh tednih uspeli 100.000x prodati po vsej Evropi.

## Stil
Silbermond se sami opisujejo kot rock skupino. Čeprav so kot singli doslej izšle vglavnem le balade, kot so: Symphonie (Simfonija), Unendlich (Neskončno), Durch die Nacht (Skozi noč) ali Das Beste (Najboljše), so te le manjši del celotnega repertoarja skupine. Večinoma pa njihov glasbeni stil določajo hitri in instrumentalno zaznamovane skladbe.
Na svojih koncertih uporabljajo raznoraznne efekte in komične elemente. 

## Zavzemanje
Silbermond so znani po tesnem odnosu z oboževalci. Večinoma mlado občinstvo skupine je -predvsem prek interneta- začelo mnogo različnih akcij, ki jih skupina nadvse podpira. Pri tem je potrebno omeniti finančno podporo dobrodelne akcije Oboževalci pomagajo (Fans helfen) kot tudi izpeljavo dobrodelnih koncertov.
Med drugim se skupina zavzema za pomoč drugim mladim skupinam iz svoje regije, tako da jim na primer - v vlogi predskupine - omogočijo nastopati na svojih koncertih.
21. avgusta 2007 so Silbermond z udeležbo na delavnici v kraju Leinefelde-Worbis ustanovili nov projekt, Glasba pomaga (Musik hilft), pri katerem bi naj znane skupine preživele en dan z mladimi še neuveljavljenimi glasbeniki, predvsem iz socialno ogroženih prodročij in jim poskušale podati svoje znanje. » Za znano skupino je to lahko res le en dan. Za mlade ljudi pa takšno srečanje lahko pomeni pravi življenjski preobrat. Da svoje idole ne občudujejo le na odru ali na televiziji, pač pa jih lahko enkrat vidijo iz oči v oči in imajo to izjemno priložnost z njimi vaditi, govoriti in jih spoznavati,« je ena izmed sodelujočih pri organizaciji, Judith Brunk, povedala časopisu Thüringer Allgemeine.
Prav tako skupina Silbermond izkazuje solidarnost lužiškosrbskemu ljudstvu, tako da med drugim tudi javno izražajo svoje nasprotovanje proti zmanjšanju njihovih sredstev za boljši nadaljnji razvoj.
Leta 2008 so spodbujali mlado skupino Jenix v okviru projekta IdeenSounds, iniciative, ki si je zadala za cilj, da bo trajno, na dolgi rok in neodvisno od komercialnih pravil igre podpirala glasbeni naraščaj.

## Diskografija

### Studijski albumi
- Verschwende Deine Zeit (2004)
- Laut Gedacht (2006)
- Nichts Passiert (2009)

### Singli
- "Mach's dir selbst"
- "Durch die Nacht"
- "Symphonie"
- "Zeit für Optimisten"
- "Unendlich"
- "Meer sein"
- "Das Beste"
- "Das Ende vom Kreis"
- "Bis zum Schluss"
- "Irgendwas bleibt"
- "Ich bereue nichts"
- "Krieger des Lichts"